# Donald MacKenzie (regista)
Donald MacKenzie (Edimburgo, 17 aprile 1879 – Jersey City, 21 luglio 1972) è stato un attore e regista scozzese naturalizzato statunitense.

## Biografia
Nato in Scozia il 17 aprile 1879, negli Stati Uniti iniziò a lavorare per il cinema come attore nel 1912 alla Kalem Company dove fece coppia nei suoi primi film - tutti cortometraggi, come si usava all'epoca - con Margia Lytton. Nel 1914, esordì nella regia affiancando Louis J. Gasnier in The Perils of Pauline, un serial cinematografico che aveva come protagonista Pearl White che ebbe un grande successo.

## Filmografia

### Attore
- Back to the Kitchen
- Trapped by Wireless
- Reconciled by Burglars (1912)
- The Banker's Daughter (1912)
- Getting the Money (1912)
- Suppressed Evidence (1912)
- Her Convict Brother (1912)
- The Penalty of Intemperance (1912)
- The Lair of the Wolf (1912)
- A Political Kidnapping (1912)
- The Little Keeper of the Light (1912)
- The Little Wanderer, regia di Edmund Lawrence (1912)
- The Happy Home (1913)
- The Parting Eternal (1913)
- The Perils of Pauline, regia di  Louis J. Gasnier e Donald MacKenzie (1914)
- The Tale of a Shirt, regia di Donald MacKenzie (1915)
- Il bacio di Giuda (True Heaven), regia di James Tinling (1929)
- Sound Your 'A'
- The Studio Murder Mystery, regia di Frank Tuttle  (1929)
- Il drago rosso (The Mysterious Dr. Fu Manchu), regia di Rowland V. Lee (non accreditato)
- Girl of the Port, regia di Bert Glennon (1930)
- Conspiracy, regia di Christy Cabanne (1930)
- Scarlet Pages, regia di Ray Enright (1930)
- L'ultima carovana (Fighting Caravans), regia di Otto Brower e David Burton (1931)
- Donna incatenata (Unfaithful), regia di John Cromwell (1931)
- Kick In, regia di Richard Wallace (1931)

### Regista
- The Perils of Pauline, co-regia di  Louis J. Gasnier  (1914)
- Par la main d'un autre (1914)
- Detective Craig's Coup (1914)
- All Love Excelling (1914)
- Woof! Woof! (1915)
- The Tale of a Shirt (1915)
- The Pardon (1915)
- The Galloper (1915)
- The Spender (1915)
- Mary's Lamb (1915)
- The Precious Parcel (1916)
- The Shielding Shadow, co-regia di Louis J. Gasnier (1916)
- The Challenge (1916)
- The Seven Pearls, co-regia di Louis J. Gasnier (1917)
- The Carter Case, co-regia di William F. Haddock (1919)
- The Fatal Fortune, co-regia di Frank Wunderlee (1919)